# Marion Aizpors
Marion Aizpors (* 18. Februar 1961 in Ludwigsburg) ist eine ehemalige deutsche Schwimmerin, die für die Bundesrepublik Deutschland startete. Ihr lettischer Großvater Aleksandrs Aizpors-Čaplis nahm an den Befreiungskämpfen der Republik Lettland von 1919 teil und wurde unter anderem 1921 mit dem Lāčplēša Kara ordenis (Bärenreißer-Orden) 3. Klasse ausgezeichnet; gegen Ende des Zweiten Weltkriegs ging er ins westliche Exil.
Marion Aizpors war in den 1980er Jahren mehrfache Deutsche Meisterin über Freistil- und Rücken-Distanzen und startete in ihrer aktiven Zeit für die SGS Münster und die SG Gladbeck.
Erste Erfolge bei nationalen Meisterschaften feierte Aizpors 1979, als sie über 100 und 200 m Freistil als Siegerin hervorging. Im darauffolgenden Jahr konnte sie ihren Titel über 100 m Freistil verteidigen und errang 1980, 1981 und 1982 drei deutsche Meistertitel über 100 m Rücken. Ab 1983 dominierte dann Svenja Schlicht diese Strecke und Marion Aizpors musste sich wiederholt mit zweiten Plätzen zufriedengeben. 1987 konnte sie die 50 m Rücken für sich entscheiden. Am erfolgreichsten schnitt Marion Aizpors bei den Deutschen Meisterschaften 1989 in Dortmund ab, bei denen sie drei Titel über 50 und 100 m Freistil, sowie über 100 m Rücken gewann.
Bei den Europameisterschaften 1981 in Split holte sie mit der 4 × 100-m-Freistilstaffel gemeinsam mit Susanne Schuster, Karin Seick und Ute Neubert Silber hinter der Staffel der DDR. Bei den Olympischen Spielen 1988 in Seoul erreichte Aizpors über 100 m Rücken den Endlauf, den sie über 50 m Freistil knapp verpasste, jedoch das B-Finale für sich entscheiden konnte. Mit der 4 × 100-m-Freistilstaffel und der 4 × 100-m-Lagenstaffel des DSV belegte sie jeweils den siebten Rang.